# Ashour Bin Khayal
Ashour Bin Khayal, in lingua araba عاشور بن خيال (Derna, settembre 1939), è un politico e diplomatico libico.
Dopo la guerra civile libica, è stato nominato ministro degli esteri del governo Rahim Al-Kib il 22 novembre 2011.

## Biografia
Nel 1960 è stato nominato Primo Segretario presso l'ambasciata libica a Roma. In seguito è stato nominato primo segretario e consigliere della missione libica alle Nazioni Unite a New York, quando la Libia era membro non permanente del Consiglio di Sicurezza nel 1976 e 1977. È stato anche ambasciatore libico in Corea del Sud, ma si è dimesso nel 1984, dopo che un uomo armato ha sparato dall'ambasciata libica a Londra, in una manifestazione davanti all'edificio, uccidendo la poliziotta Yvonne Fletcher.
Successivamente è entrato nei ranghi della resistenza libica nazionale, ed è stato nominato vice segretario generale di Alleanza Nazionale libica, di cui è divenuto presidente nel 2005 e poi presidente della Conferenza nazionale dell'opposizione libica. Durante la rivoluzione del 2011, la Conferenza ha espresso sostegno al Consiglio nazionale di transizione e di destinare all'organo tutte le risorse possibili.